# آرامگاه امامزاده محمد اوسط
بقعه امامزاده محمد اوسط مربوط به دوره صفوی - دوره زند است و در شهرستان کاشان، روستای جوشقان استرک واقع شده و این اثر در تاریخ ۳ اسفند ۱۳۵۵ با شمارهٔ ثبت ۱۳۵۲ به‌عنوان یکی از آثار ملی ایران به ثبت رسیده است.

## نگارخانه

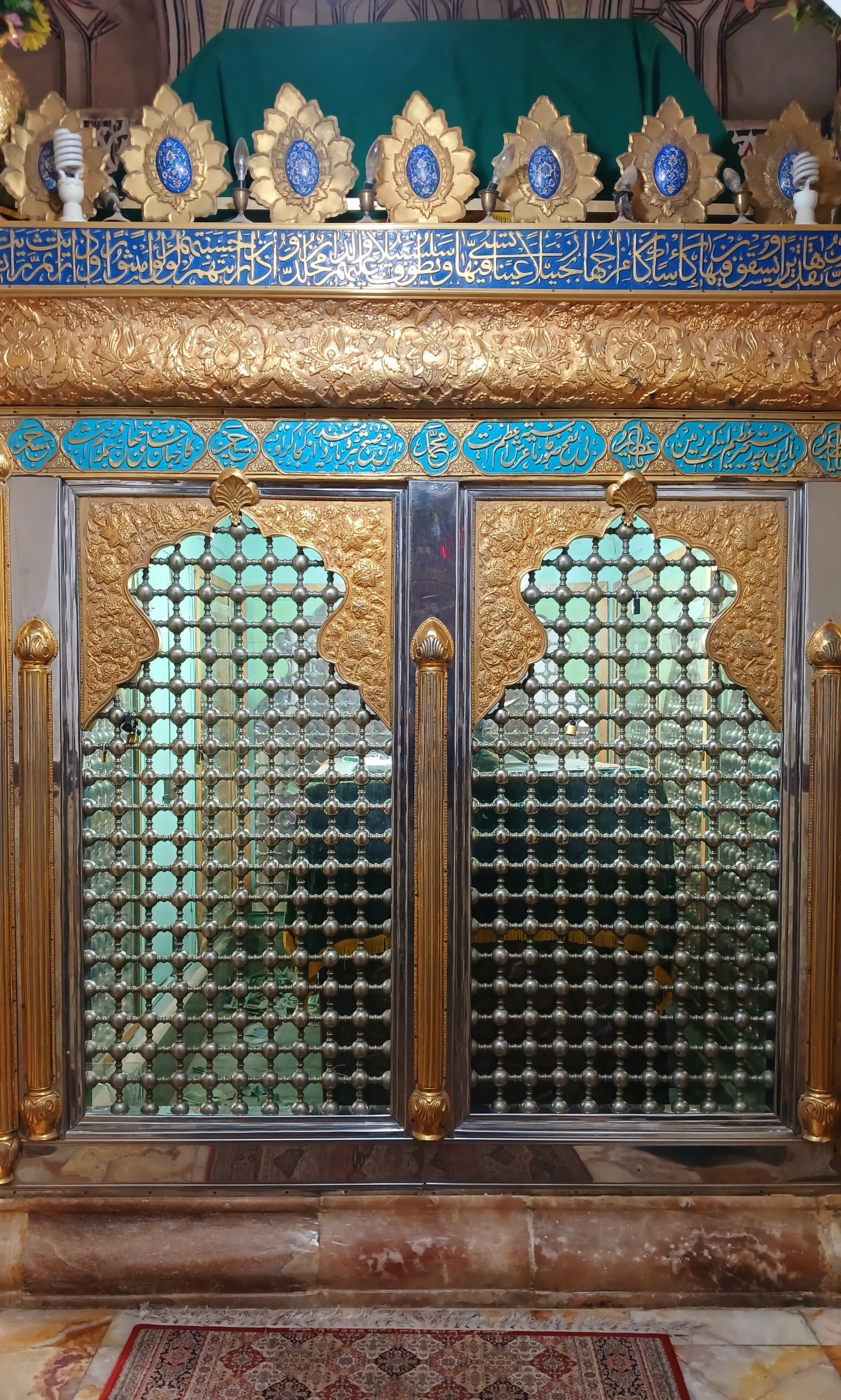
ضریح امامزاده
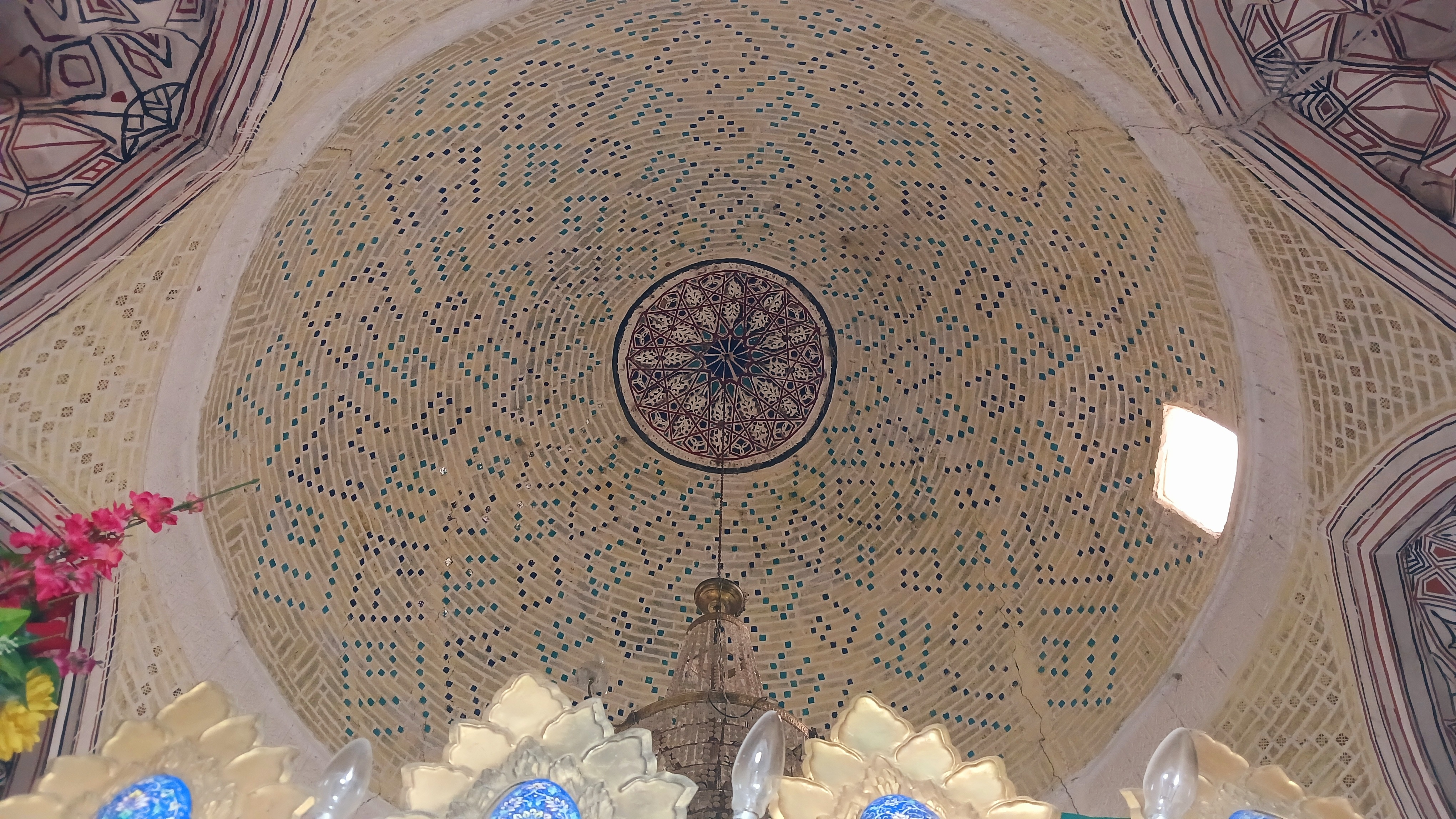
زیر گنبد آرامگاه
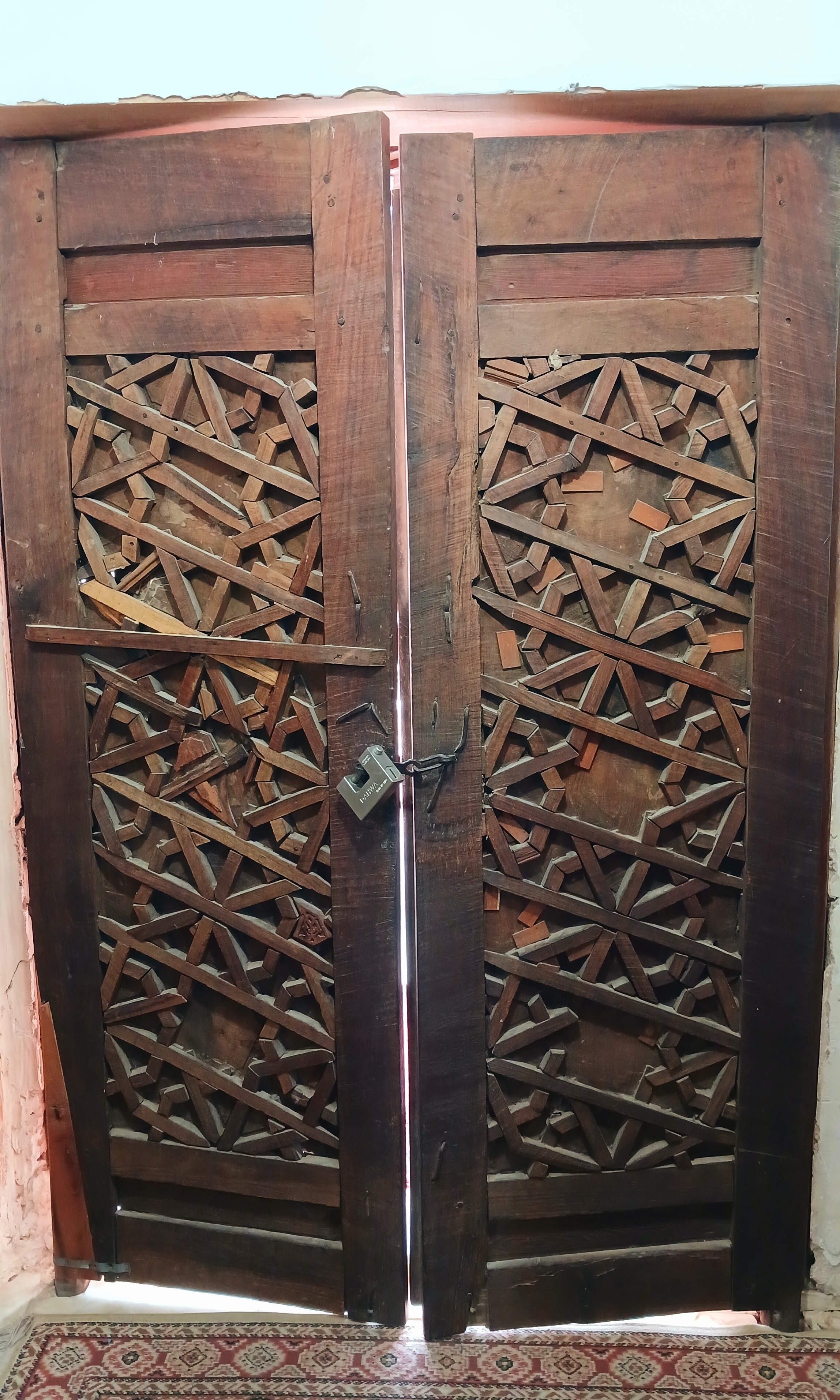
درب قدیمی امامزاده
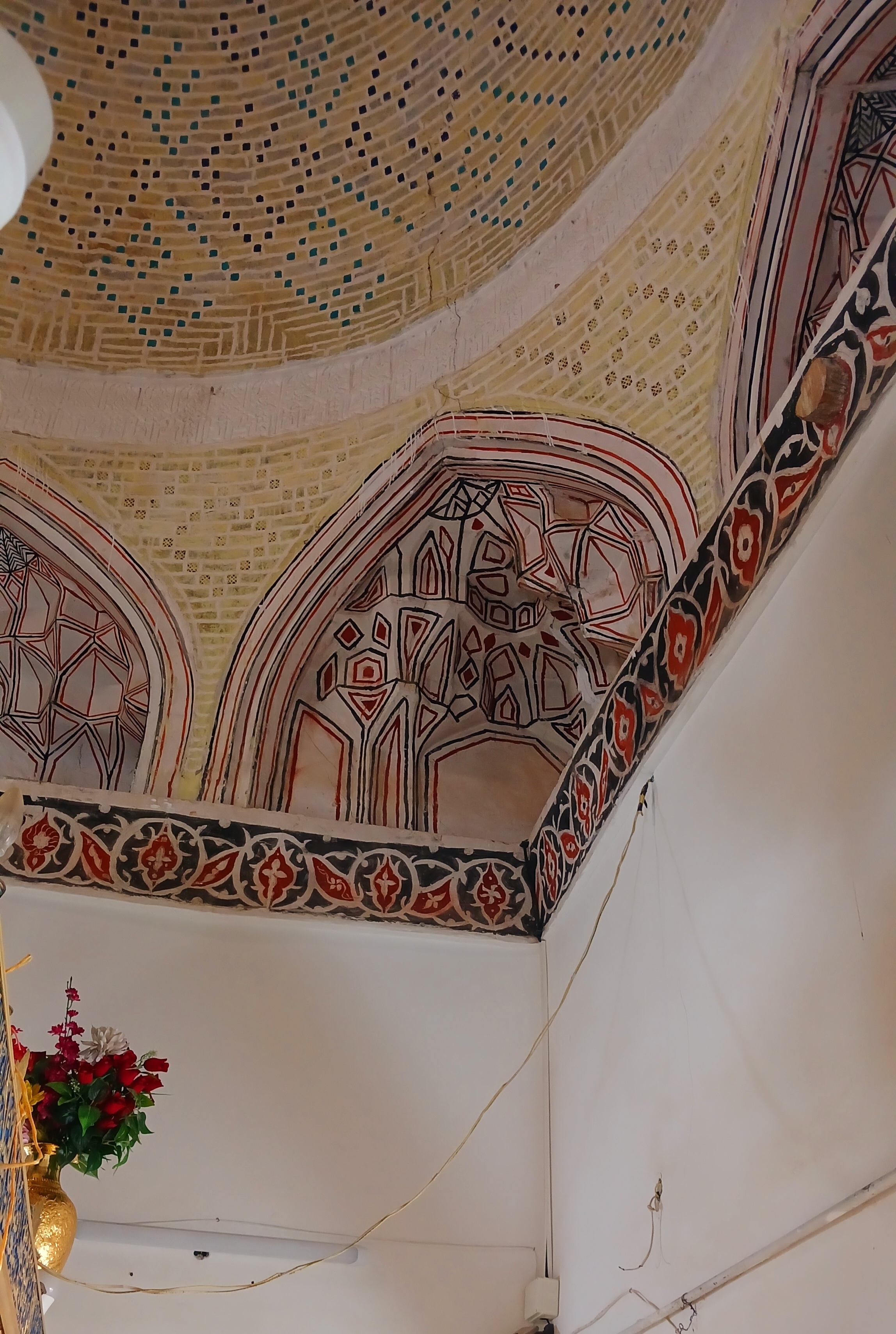
گوشواره (معماری ایرانی) زیر گنبد آرامگاه
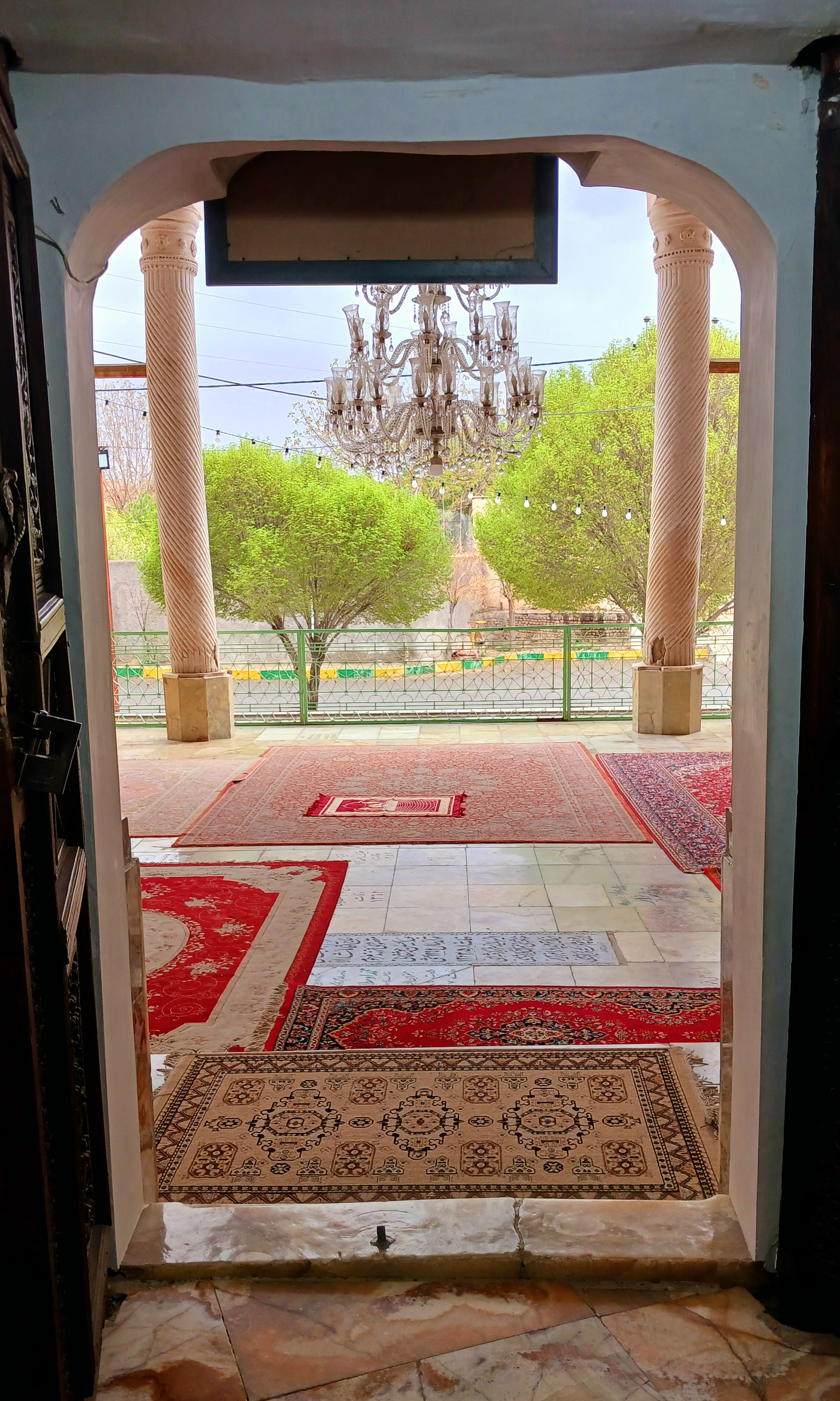
نمای بیرون از داخل درب ورودی آرامگاه
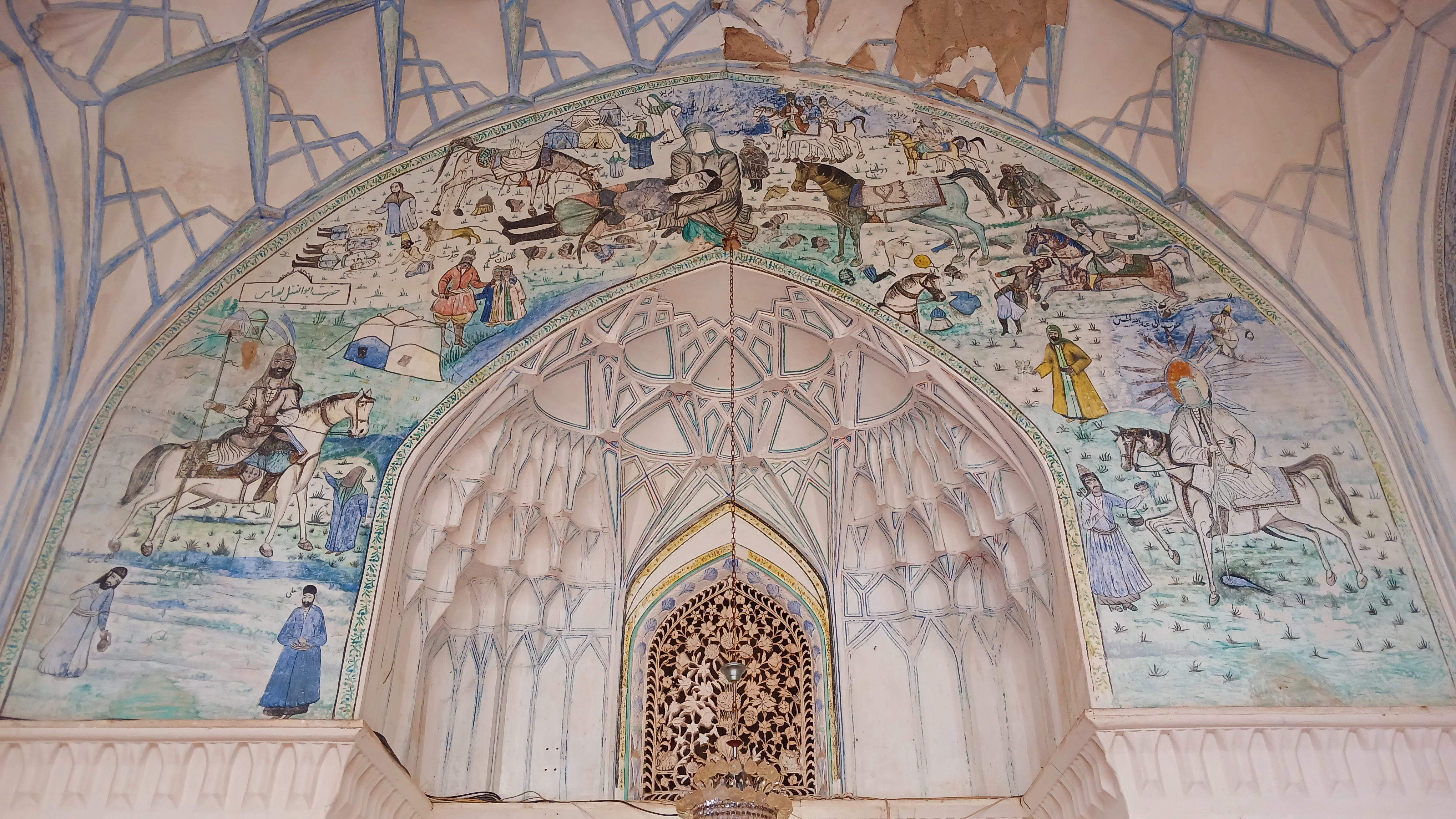
نقاشی های زیبای سردر ورودی آرامگاه
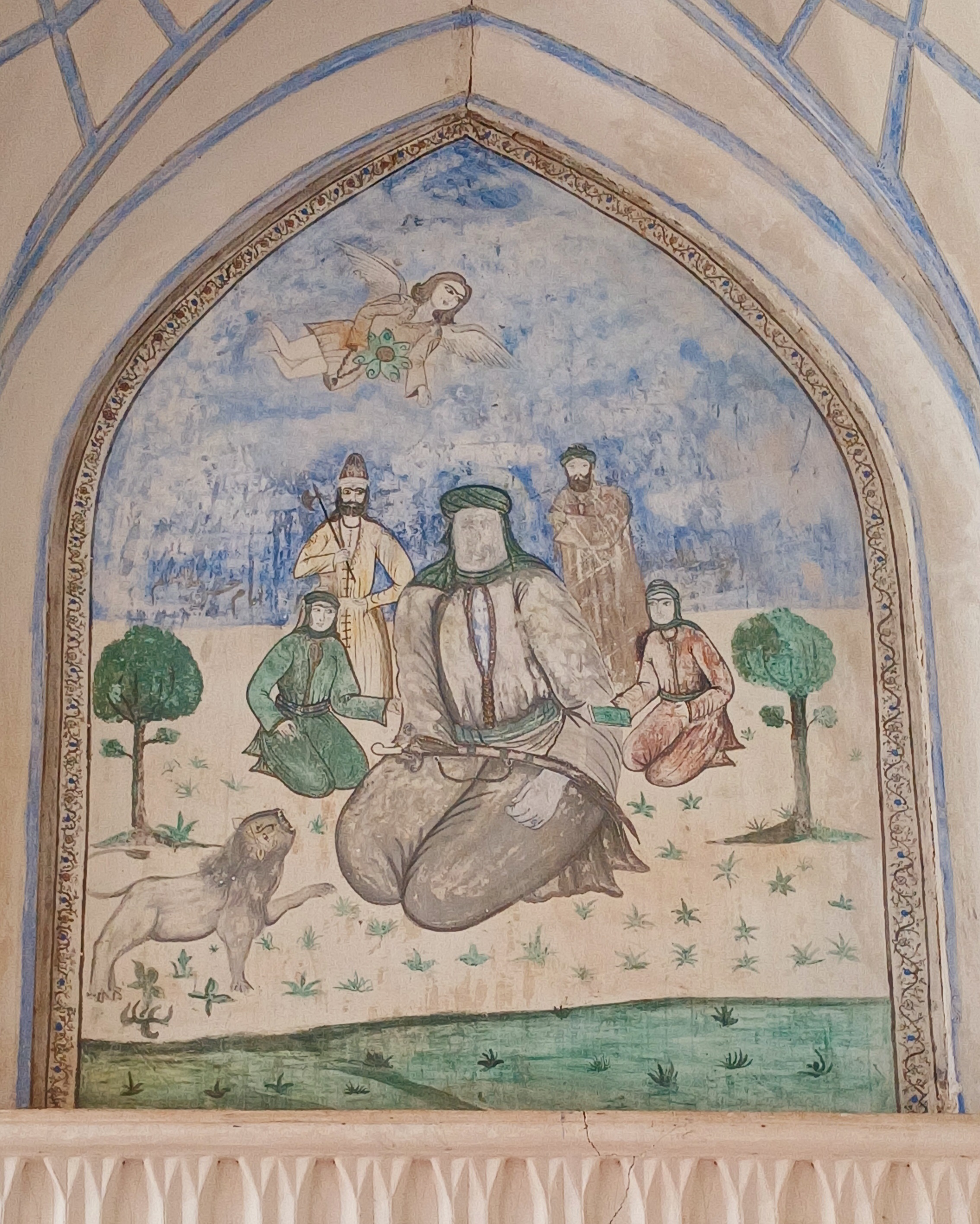
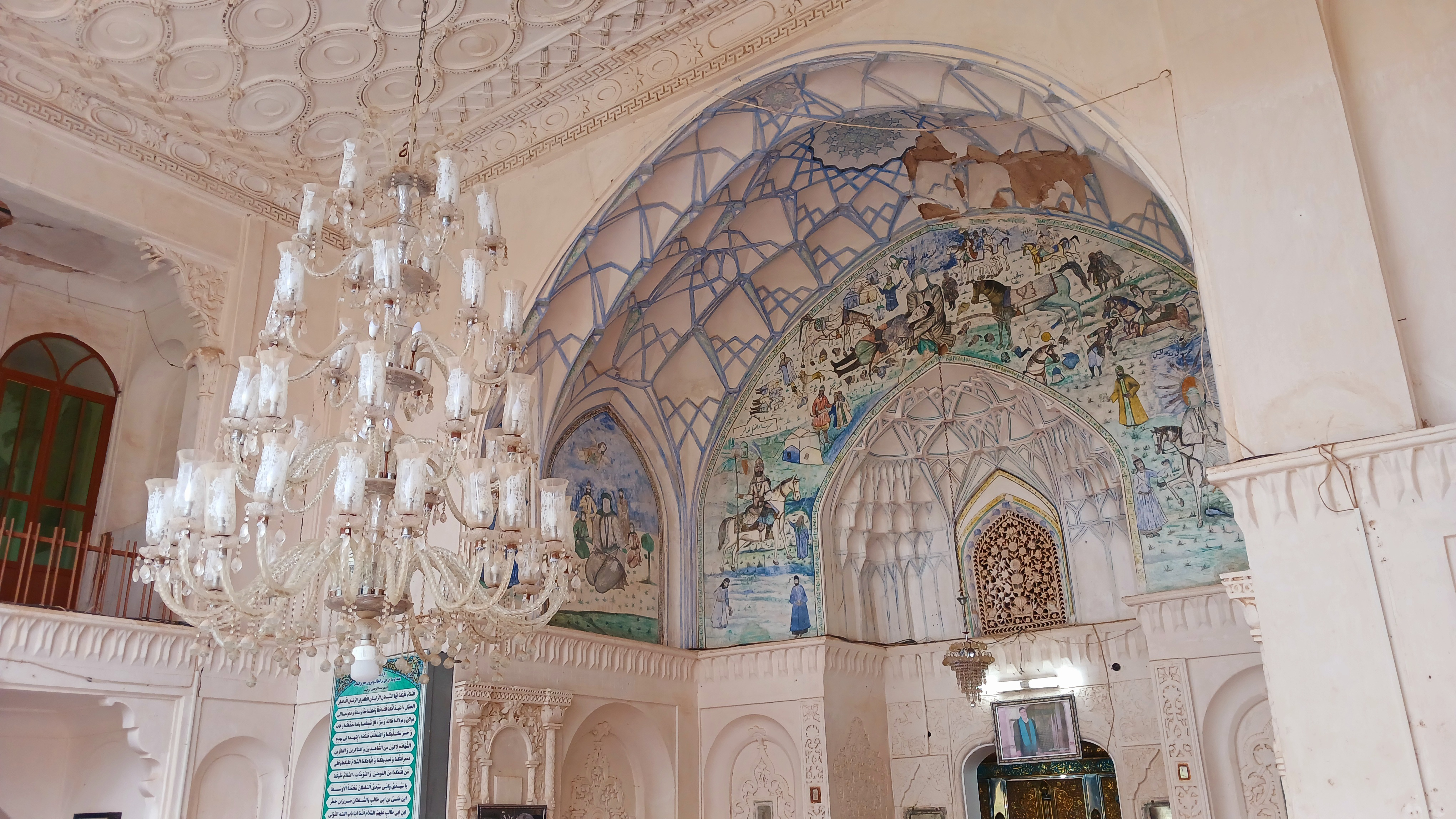
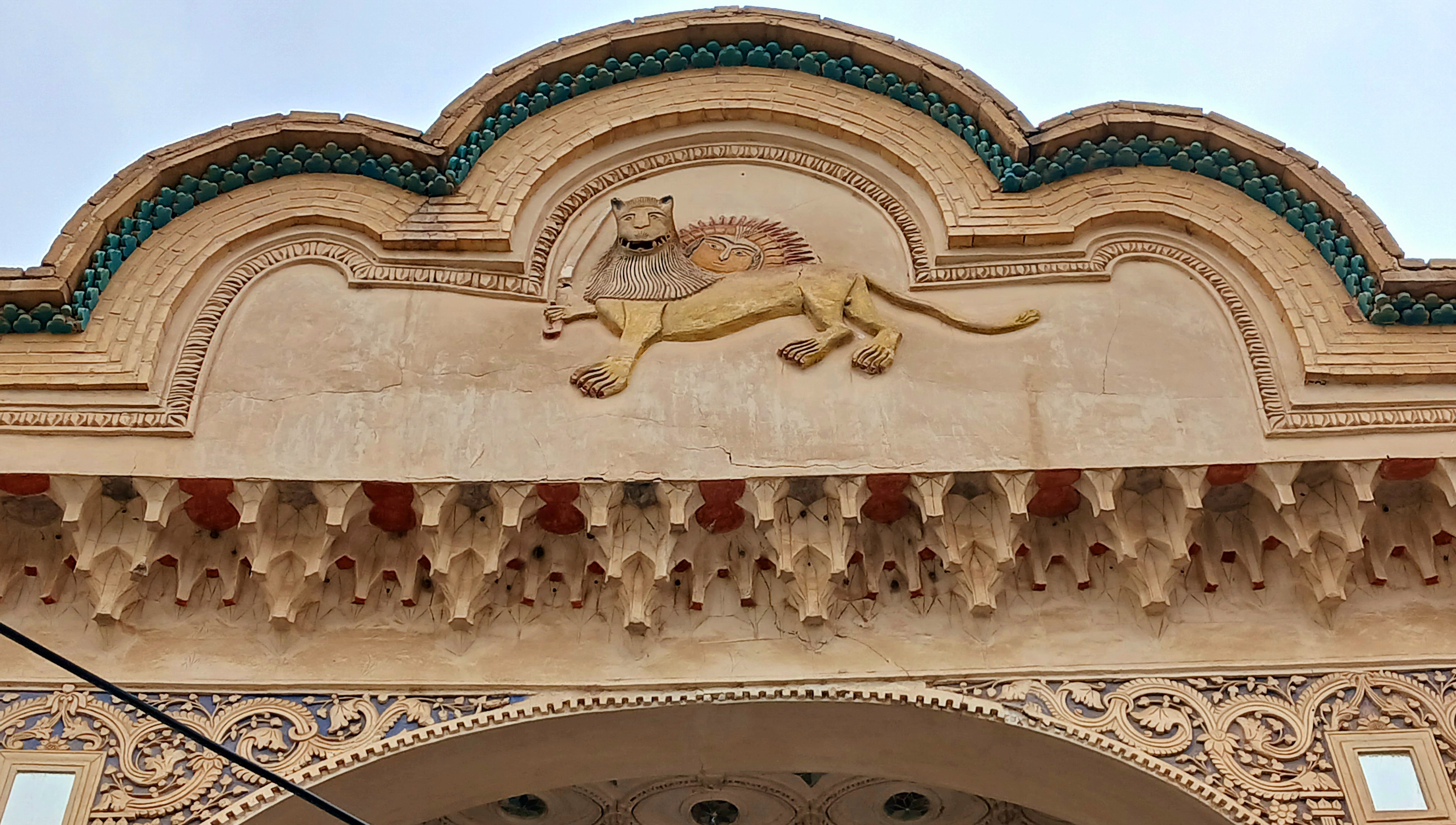
نشان شبیه به شیر و خورشید بر بالای ایوان ورودی آرامگاه که اشاره به داستان مزار پنهان این امامزاده دارد
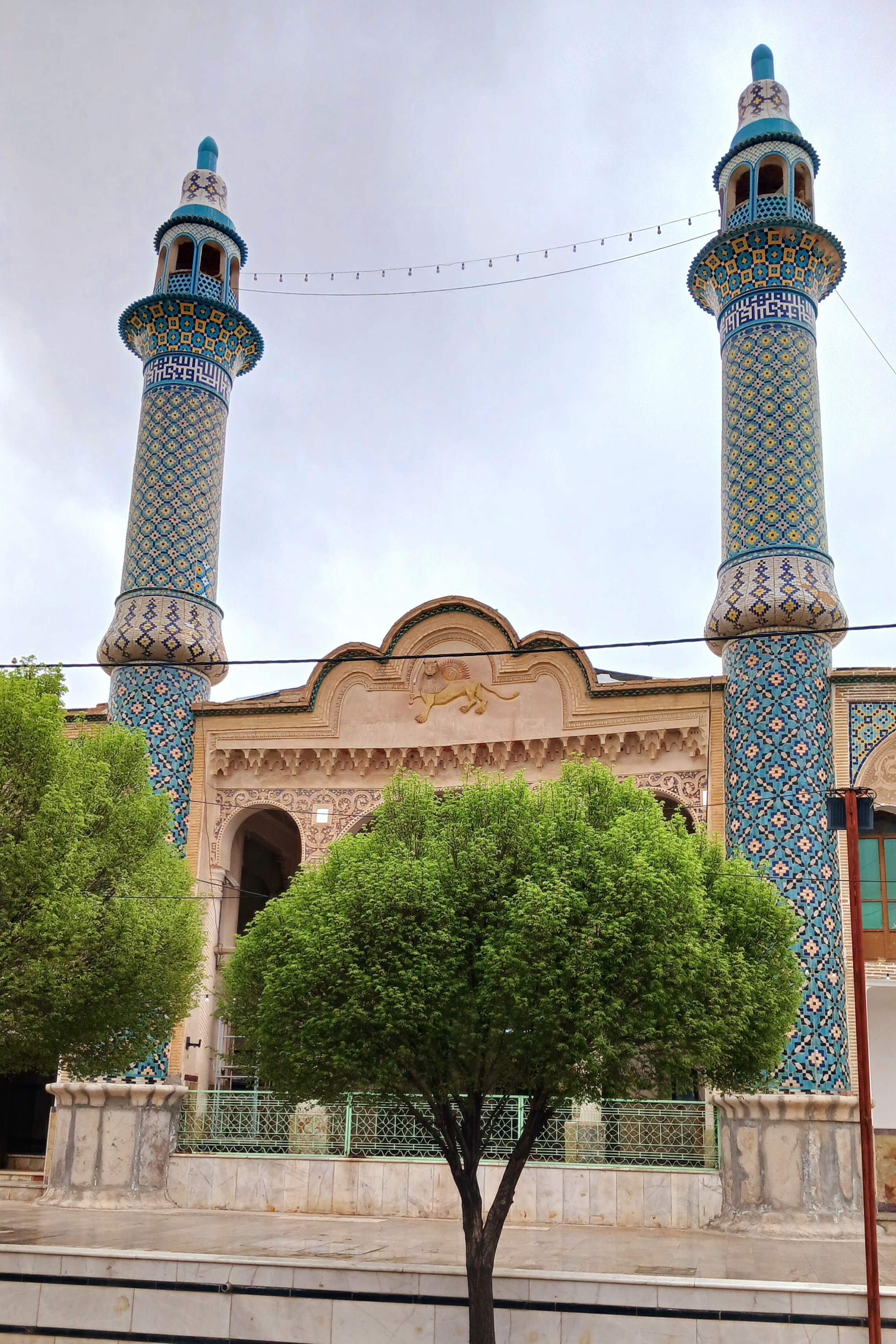
نمایی از مناره های زیبای آرامگاه